# Windows NT 3.51
Windows NT 3.51 là phiên bản phát hành thứ ba trong dòng hệ điều hành Windows NT của Microsoft. Nó được phát hành vào ngày 30 tháng 5 năm 1995, chín tháng sau Windows NT 3.5, và ba tháng trước khi phát hành Windows 95. Phiên bản này xuất hiện hai cải thiện đáng kể về tính năng; đầu tiên, NT 3.51 là phiên bản Microsoft Windows đầu tiên được xuất hiện trong một thời gian ngắn trên kiến trúc PowerPC. Cải thiện đáng kể thứ hai được đưa vào trong suốt bản phát hành là hỗ trợ máy khách/máy chủ để sử dụng cùng với Windows 95, được phát hành ba tháng sau NT 3.51. Windows NT 4.0 trở thành phiên bản tiếp theo một năm sau; Microsoft tiếp tục hỗ trợ Windows NT 3.51 cho tới ngày 31 tháng 12 năm 2001.

## Tổng quan
Phiên bản Windows NT 3.51 được gọi là "phiên bản phát hành PowerPC" tại Microsoft. Ý định ban đầu là phát hành một phiên bản NT 3.5 dành cho PowerPC, nhưng theo David Thompson tại Microsoft, "chúng tôi đã phải ngồi sửa lỗi trong 9 tháng trong lúc đợi IBM hoàn thiện phần cứng cho Power PC". Các phiên bản của NT 3.51 cũng được phát hành cho các kiến trúc x86, MIPS, và Alpha.
Các tính năng mới được giới thiệu trong Windows NT 3.51 bao gồm hỗ trợ PCMCIA, nén tập tin NTFS, thành phần WinLogon (GINA) có thể thay thế, hỗ trợ 3D trong OpenGL, định tuyến IP tĩnh khi sử dụng TCP/IP, hiển thị tự động các mô tả văn bản khi con chuột được đặt lên các nút thanh công cụ ("tooltips") và hỗ trợ các điều khiển chung trên Windows 95.
Do có khác biệt đáng kể trong cơ sở hạt nhân, Windows NT 3.51 có thể sẵn sàng chạy một lượng lớn các ứng dụng Win32 được thiết kế cho Windows 95. Các ứng dụng 32-bit gần đây hơn sẽ không hoạt động, do các nhà phát triển đã ngăn ứng dụng của họ làm việc trên bất cứ phiên bản Windows nào cũ hơn Windows 98; hơn nữa, một số ứng dụng cũng không làm việc tốt với giao diện cũ của Windows NT 3.51.
Bất chấp điều này, Microsoft đã làm rối tung vấn đề trong các bản phát hành ứng dụng của họ, phát hành các phiên bản 32-bit của Microsoft Office lên tới tận phiên bản Office 97 SR2b (phiên bản cuối cùng của Microsoft Office được hỗ trợ trên NT 3.51), nhưng lại dựa trên các phiên bản 16-bit của công nghệ Internet Explorer. Điều này có thể là do các phiên bản 32 bit của Internet Explorer 4.0 về sau được tích hợp với các máy tính Windows 95, nhưng NT 3.51 vẫn sử dụng các máy tính Windows 3.1. Do đó, không có phiên bản 5.x nào sau IE 5.0 được phát hành cho phiên bản hệ điều hành này. Tuy vậy, bộ ứng dụng internet mã nguồn mở SeaMonkey lại hỗ trợ NT 3.51 cho tới phiên bản 1.1.19, được phát hành vào ngày 16 tháng 3 năm 2010; nó yêu cầu một vài bản cập nhật tập tin thủ công nhưng không làm giảm tính bảo mật khi sử dụng.

### NewShell
Vào ngày 26 tháng 5 năm 1995, Microsoft phát hành một phiên bản thử nghiệm cho giao diện mới, có tên là Shell Technology Preview, và thường được gọi tắt thành "NewShell". Đây là lần xuất hiện đầu tiên của giao diện người dùng đồ họa Windows hiện đại với Thanh tác vụ và menu Start. Nó được thiết kế để thay thế giao diện dựa trên Program Manager/File Manager trên Windows 3.x với giao diện người dùng đồ họa dựa trên Windows Explorer. Phiên bản này có các tính năng khá giống với giao diện trên Windows "Chicago" (tên mã của Windows 95) trong giai đoạn beta cuối; tuy nhiên, nó chỉ được coi là một bản phát hành thử nghiệm. Có một phiên bản phát hành công khai thứ hai của Shell Technology Preview, được gọi là Shell Technology Preview Update, được phát hành cho người dùng MSDN và CompuServe vào ngày 8 tháng 8 năm 1995. Cả hai phiên bản đều có Windows Explorer bản dựng 3.51.1053.1.  Chương trình Shell Technology Preview chưa bao giờ xuất hiện một phiên bản cuối cùng dưới thời của NT 3.51. Toàn bộ chương trình được chuyển sang nhóm phát triển Cairo, sau đó nhóm này quyết định tích hợp thiết kế giao diện mới vào dòng mã NT với bản phát hành NT 4.0 vào tháng 7 năm 1996.
Có năm Gói dịch vụ được phát hành cho NT 3.51, mang đến các bản sửa lỗi và tính năng mới. Ví dụ như Gói dịch vụ 5 đã sửa các vấn đề liên quan tới Sự cố năm 2000.
NT 3.51 là phiên bản cuối cùng trong dòng NT chạy trên vi xử lý Intel 80386. Do đó, khả năng sử dụng các phân vùng HPFS (mà Windows 2000 về sau không có), và khả năng chạy ít nhất một số các API điều khiển phổ biết, có nghĩa rằng nó vẫn thi thoảng được sử dụng trên các máy tính cũ. Windows NT 3.51, giống như các phiên bản khác của Windows NT 3.x, tương thích với một số các ứng dụng OS/2 1.x; tuy nhiên, chỉ các ứng dụng ở chế độ văn bản mới được hỗ trợ.

## Yêu cầu phần cứng
| Loại                        | Yêu cầu tối thiểu                                                       |
| --------------------------- | ----------------------------------------------------------------------- |
| Vi xử lý                    | Intel 386 hoặc 486 tốc độ 25 MHz                                        |
| Bộ nhớ                      | Phiên bản máy trạm: 12 MB Phiên bản máy chủ: 16 MB                      |
| Bo mạch đồ họa              | VGA                                                                     |
| Chuẩn ổ đĩa cứng            | IDE, EIDE, SCSI hoặc ESDI                                               |
| Dung lượng ổ đĩa cứng trống | 90 MB                                                                   |
| Phương tiện cài đặt         | Ổ đĩa CD-ROM, ổ đĩa mềm 1.44 MB hoặc 1.2 MB hoặc kết nối mạng hoạt động |